# Borčany
Borčany (in ungherese: Borcsány) è un comune della Slovacchia facente parte del distretto di Bánovce nad Bebravou, nella regione di Trenčín.